# Socialistische Republiek Slovenië
De Socialistische Republiek Slovenië (Sloveens: Socialistična republika Slovenija) of SR Slovenië was de officiële naam van Slovenië als socialistische staat in het voormalige Joegoslavië. Tot 1963 was de naam Volksrepubliek Slovenië.
Bosnië en Herzegovina · Kroatië · Macedonië · Montenegro · Servië (Kosovo · Vojvodina) · Slovenië